# La Movimienta
La Movimienta es un colectivo que funge como museo, espacio virtual y archivo para artistas transdiciplinarios que busca generar diálogos, redes de apoyo y difusión de los creadores de arte. De acuerdo a sus creadoras, es necesario realizar el cambio de género de las palabras e incluir lenguaje inclusivo para gestar nuevas potencialidades al relacionarnos.

## Inicio
La primera edición de La Movimienta se dio el 11 de junio de 2020 con la activación de su plataforma de Instagram por medio de performances e intervenciones en vivo de 14 artistas. La decisión de usar esta red social para realizar el proyecto se debe a la imposibilidad de ocupar espacios físicos tradicionales del arte y también con el propósito de acortar las distancias entre artistas y público buscando una democratización del arte.
Este proyecto ha sido desarrollado por la artista visual Betzabeth Torres, más conocida como Betzamee, durante el confinamiento derivado del Covid-19. Mientras que, al paralelo, se incluye a Fernanda Dichi (historiadora del arte), como curadora independiente.

## Fundamento del proyecto
La Movimienta se basa en una corriente artística que trabaja con la letra como elemento visual para alterar la realidad, idea con la cual marcan la importancia de nombrar las palabras en género femenino. Esta misma estrategia ha sido utilizada también en otros proyectos para presentar una visión feminizada de la realidad y en este caso en específico se materializa en términos como la proyecta o la pensamienta o en su mismo nombre, La Movimienta.
La finalidad de este proyecto es tejer una telaraña para promover un diálogo entre múltiples artistas, curadoras e investigadoras a través de su plataforma en Instagram. Debido a esto, sus creadoras desarrollaron metodologías de trabajo que buscan crear canales de comunicación entre sus integrantes a través de videollamadas para compartir sus procesos creativos y afectivos.
Dentro de todos sus trabajos se busca generar nuevas imaginarias para así poner en duda las estructuras tradicionales e institucionales del mundo del arte. Lo anterior se pretende hacer mediante la conceptualización de todas las experiencias y el uso de la letra para crear una nueva algoritma que pretende insertar nuevas códigas en la vocabularia.

## Fundadoras

### Betzamee (Betzabeth Torres)
Es una artista visual egresada de la Escuela Nacional de Pintura, Escultura y Grabado "La Esmeralda" y mediante su trabajo propone analizar la construcción del género y la identidad que surge a partir de las palabras usadas en el idioma español.
Betzame es la directora de La Movimienta por lo que se encarga de la coordinación y el impulso de la creatividad entre sus miembras para la formación del espacio.

### Fernanda Dichi
Es historiadora del arte por el Centro de Cultura Casa Lamm. Su trabajo se ha enfocado principalmente a proyectos curatoriales y de investigación en los temas de arte moderno y contemporáneo.
Fernanda dentro de La Movimienta trabaja en su tema de experiencia que es la curaduría pero también por otro lado realiza la producción de textos y propone los discursos que acompañan las obras de arte compartidas a través de las redes sociales del proyecto.

### Emilia García
Fue la tercera y última en integrarse a las fundadoras de La Movimienta. Ella realizó sus estudios en la Escuela Nacional de Pintura, Escultura y Grabado "La Esmeralda" y en sus obras busca inspeccionar y analizar las relaciones que se dan entre las estrategias corporativas del Branding y el self-branding con las diferentes plataformas que existen para la difusión y la mercadotecnia.
Emilia dentro del espacio se ha dedicado principalmente a la revisión de los perfiles de las artistas miembras y de la consolidación de la red de apoyo.

## Exposiciones
- Inauguración, 11 de junio de 2020 en su plataforma (@lamovimi3nta)  en Instagram.
- Exposición virtual Territorias, en A4 Galería.
- Presentación dentro del conversatorio del Centro Cultural España en México #MUS3OS: ¿Qué formas cobra la práctica curatorial en las materialidades digitales?
- Habitar la Incertidumbre, octubre de 2020, dentro del canal de YouTube del Antiguo Colegio de San Ildefonso.[7]